# کوژلاس
کوژلاس (به لهستانی:  Kozilas) یک روستا در لهستان است که در گمینا لوبوویز واقع شده‌است.